# Justin Lonwijk
Justin Lonwijk, né le 21 décembre 1999 à Tilbourg aux Pays-Bas, est un footballeur international surinamien, qui joue au poste de milieu central au Fortuna Sittard, en prêt du Dynamo Kiev.

## Biographie

### En club
Né à Tilbourg aux Pays-Bas, Justin Lonwijk est formé par le club local de Willem II Tilburg avant de poursuivre sa formation au PSV Eindhoven, où il fait ses débuts en professionnel mais avec l'équipe réserve du club qui évolue en Eerste Divisie. Il joue son premier match dans cette compétition, le 13 janvier 2017 contre le FC Den Bosch. Il entre en jeu à la place de Philippe Rommens et les deux équipes se neutralisent (0-0). Lonwijk inscrit son premier but en professionnel le 13 mars 2017 face au FC Eindhoven, en championnat. Entré en jeu à la place d'Albert Guðmundsson, il participe à la large victoire de son équipe ce jour-là (0-5).
Non conservé par le PSV Eindhoven à l'été 2019, il quitte le club librement sans avoir joué le moindre match avec l'équipe première et rejoint alors le FC Utrecht. Il signe un contrat courant jusqu'en juin 2022.
Le 24 janvier 2021, Justin Lonwijk est prêté jusqu'à la fin de la saison au club danois du Viborg FF. Le club dispose d'une option d'achat sur le joueur,. 
Il joue son premier match pour Viborg le 12 février 2021, à l'occasion d'une rencontre de championnat face au FC Fredericia. Il est titularisé et son équipe l'emporte par quatre buts à zéro. C'est contre cette même équipe du FC Fredericia qu'il inscrit son premier but pour Viborg, le 10 avril 2021, en championnat. Il participe ainsi à la victoire de son équipe par quatre buts à un.
Le 1er juin 2021, l'option d'achat est levée et Lonwijk signe un contrat courant jusqu'en juin 2024 avec Viborg.
Le 22 septembre 2022, Justin Lonwijk rejoint l'Ukraine pour s'engager en faveur du Dynamo Kiev. Il signe un contrat courant jusqu'en juin 2027.
Le 25 juillet 2023, Justin Lonwijk est prêté pour une saison et avec option d'achat au RSC Anderlecht. En manque de temps de jeu, il est ensuite prêté au Fortuna Sittard en début d'année 2024.
Le 31 août 2024, Justin Lonwijk fait son retour au Viborg FF, où il est prêté pour une saison par le Dynamo Kiev.

### En sélection
Justin Lonwijk représente l'équipe des Pays-Bas des moins de 17 ans, pour un total de six matchs joués, tous en 2016.